# Primera batalla de Algodonal

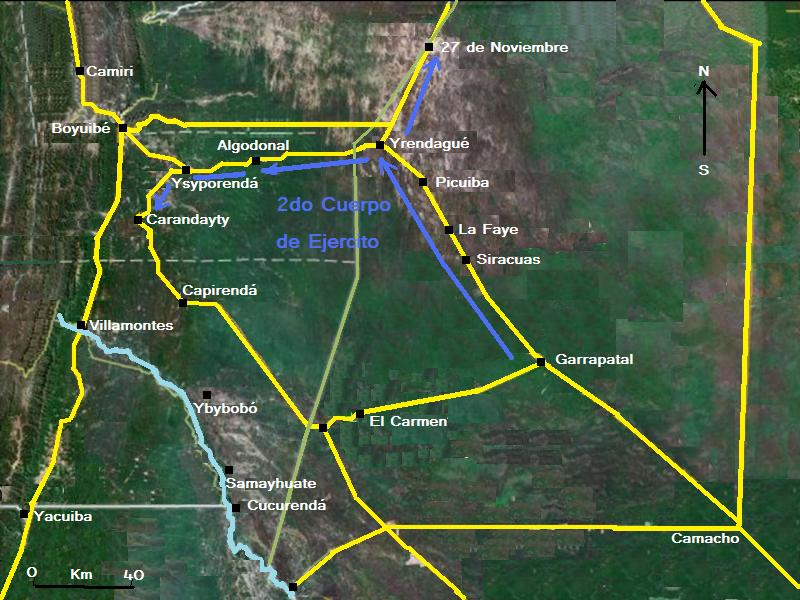
Blizkrieg 2.º. CE paraguayo (17 de agosto al 6 de septiembre de 1934).

La Primera batalla de Algodonal, de la Guerra del Chaco, se produjo el 21 y 22 de agosto de 1934 y formó parte de la ofensiva relámpago (blitzrieg) emprendida por el Segundo Cuerpo de Ejército paraguayo, al mando del coronel Rafael Franco, rumbo a Carandaity.

## Antecedentes
Las fuerzas paraguayas del Segundo Cuerpo, que habían capturado Picuiba el 14-15 de agosto, avanzaron hacia el oeste con gran rapidez recorriendo 70 kilómetros en casi seis días, pese a que había que patrullar y asegurar previamente una zona desértica con arena blanda y montes sucios que facilitaba las emboscadas. El día 21 llegaron a Algodonal. Este lugar no era ni un fortín (había una sola construcción de barro con techo de paja) ni una posición favorable para instalar una defensa. De hecho, al 21 de agosto, no tenía ninguna. Tampoco tenía agua. Era solo un punto intermedio en el camino de Picuiba a Carandaity, distante 70 kilómetros al oeste del primero y a 50 kilómetros al este del segundo, por el que había que pasar necesariamente.

## El destacamento Brandt
Las fuerzas bolivianas que ocupaban Algodonal estaban constituidas por un batallón de lo que quedaba del RI-18 ‘’Montes‘’, dos escuadrones del RC ‘’Castrillo‘’ y fuerzas que habían escapado de Picuiba al mando del teniente Hugo René Pol, lo que hacía un total de 600 hombres al mando del mayor alemán Wilhelm Brandt. Ante el posible avance de fuerzas enemigas desde Yrendagüé, el destacamento recibió, al anochecer del día 21, el refuerzo de un batallón de zapadores y nuevos reclutas con lo que se duplicó sus fuerzas a 1216 soldados. No podían imaginar que toda una División enemiga pudiera avanzar tan rápidamente por el desierto y que ya estaban siendo observados por las patrullas adelantadas de la misma.

## Sorpresivo ataque paraguayo
El comando paraguayo, sin conocer la incorporación de estas nuevas fuerzas, planeó un envolvimiento cortando la ruta que va de Algodonal a Carandaity mientras el resto tomaba silenciosamente posiciones de ataque sobre el fortín. Al día 22, mientras esperaban esa orden, que se daría una vez tomada la retaguardia boliviana, los soldados paraguayos observaron en el cañadón a unos 200 reclutas bolivianos que hacían instrucción militar sin sospechar del peligro que corrían. El mayor Brandt salió en ese momento de Algodonal rumbo a Carandaity para solicitar más recursos y a pocos kilómetros se encontró con el general Julio Sanjinéz que venía a inspeccionar el lugar. Mientras conversaban en el camino comenzó el sorpresivo ataque paraguayo por lo que se pudieron salvar de caer prisioneros. El ataque comenzó con un fuego intenso de ametralladoras y morteros que aniquiló en pocos minutos a todos los reclutas que estaban indefensos en el cañadón. La aviación boliviana detectó el movimiento paraguayo en la retaguardia avisando al comando y este lo comunicó al teniente Pol, que había quedado como comandante interino del fortín. Inmediatamente este oficial eligió a 200 veteranos para romper el cerco hacia el oeste y retirarse hacia Carandaity. Este grupo también fue diezmado en pocos minutos debido a la desproporción de fuerzas enemigas por lo que Pol reunió al resto (unos 500 hombres) y escapó al monte con dirección sur, con la idea de hacer un rodeo y volver más adelante al camino Algodonal-Carandaity. De estos hombres muchos volvieron para rendirse, otros murieron de sed y agotamiento, porque cada vez que el teniente Pol salía al camino se encontraba con que las fuerzas paraguayas ya habían pasado por el lugar en su rápido avance hacia Carandaity. Sin posibilidad de salvarse, días después se entregó con  68 sobrevivientes. En Algodonal se capturó un parque importante, incluso armas nuevas sin sacar de los cajones.